# Transport kolejowy w Berlinie
Berliński węzeł kolejowy jest jednym z największych węzłów kolejowych w Niemczech, zlokalizowany w stolicy tego kraju oraz na graniczących z nią terenach Brandenburgii. W momencie największego rozwoju łączył 13 głównych linii kolejowych oraz kilkanaście linii kolei drugorzędnych.
Poza liniami towarowymi (niegdyś kilkanaście stacji towarowych) i dalekobieżnymi liniami pasażerskimi w węźle funkcjonuje sieć szybkiej kolei miejskiej (S-Bahn), posiadająca całkowicie niezależne, równoległe do głównych linii torowiska.

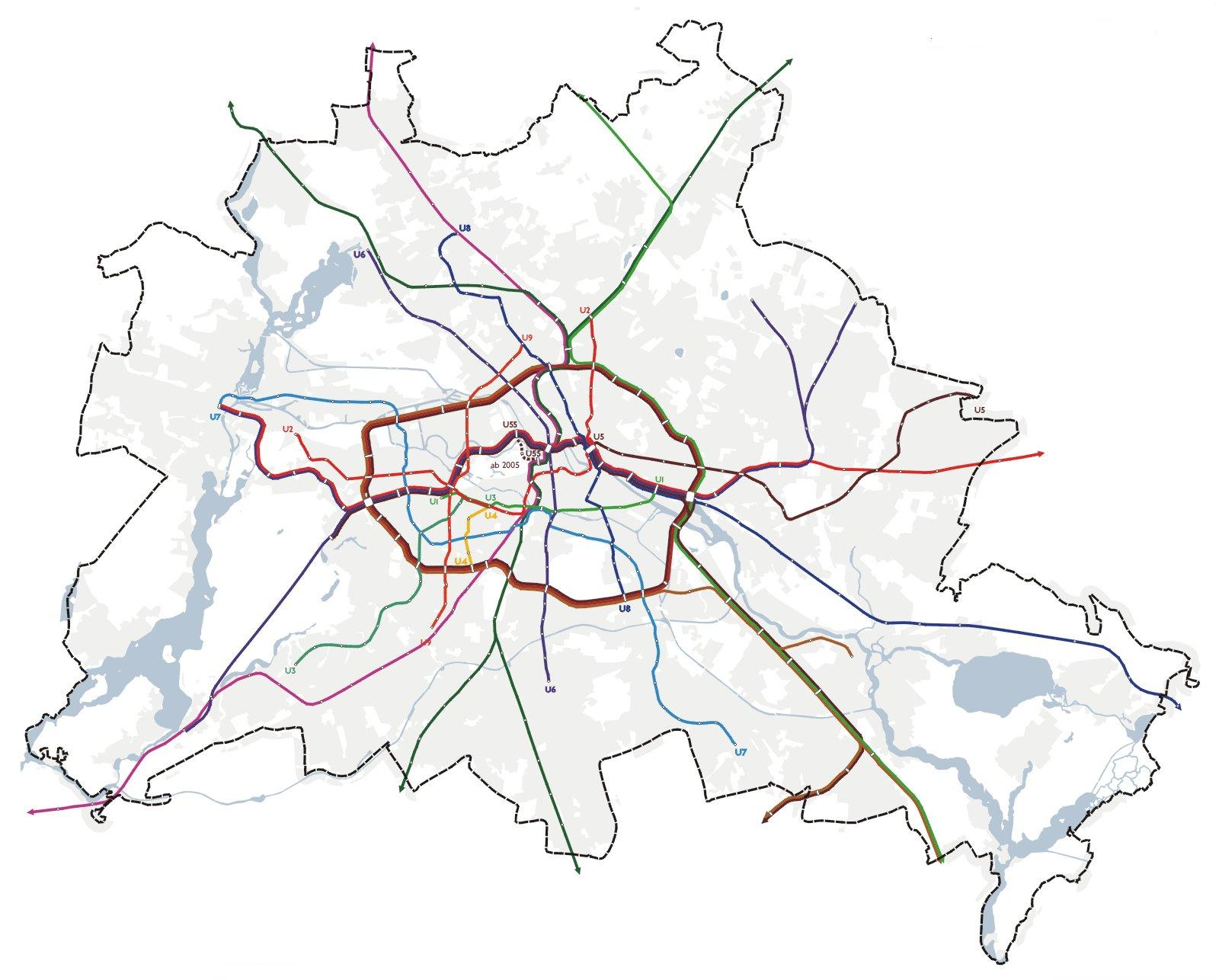
Linie S-Bahn oraz metra w Berlinie

## Historia
W 1838 otwarto drugą na terenie Niemiec linię kolejową z dworca przy pl. Poczdamskim do Poczdamu. Biegła ona przez miejscowości Steglitz, Zehlendorf i Novawes. Przez następnych kilkanaście lat powstały dalsze linie zakończone dworcami czołowymi (łącznie było dziewięć takich dworców) i niemające ze sobą połączenia.
Początkowo połączono je dla celów wojskowych biegnącą w poziomie ulicy jednotorową przetokową linią kolejową (Verbindungsbahn), otaczającą śródmieście wzdłuż dawnego muru akcyzowego (Berliner Zollmauer) od południowego zachodu. Linię tę zastąpiono później nową koleją obwodową (Ringbahn, zwana też Psią Głową), biegnącą na wiaduktach i nasypach oraz w wykopie przez północno-wschodnie dzielnice miasta oraz otaczającą także miejscowości położone na południe i zachód od Berlina (Charlottenburg, Wilmersdorf, Schöneberg). Później połączono dodatkowo Dworzec Śląski z nową linią na południowy zachód poprzez przebiegającą przez centrum miasta w kierunku wschód-zachód na murowanej estakadzie kolej średnicową (Stadtbahn). Mimo to pozostało w mieście pięć dworców czołowych, z których tylko jeden był skomunikowany z poprzeczną do niego Stadtbahn.
Od lat 60. XIX w. kursowały w Berlinie pociągi podmiejskie i regionalne, z biegiem czasu otrzymywały własne tory, zaś od 1924 zostały przekształcone w elektryczną kolej miejską S-Bahn. Dla kolei S-Bahn zbudowano w latach 1934–1939 tunel północ-południe, krzyżujący się z koleją estakadową na dworcu Friedrichstraße.

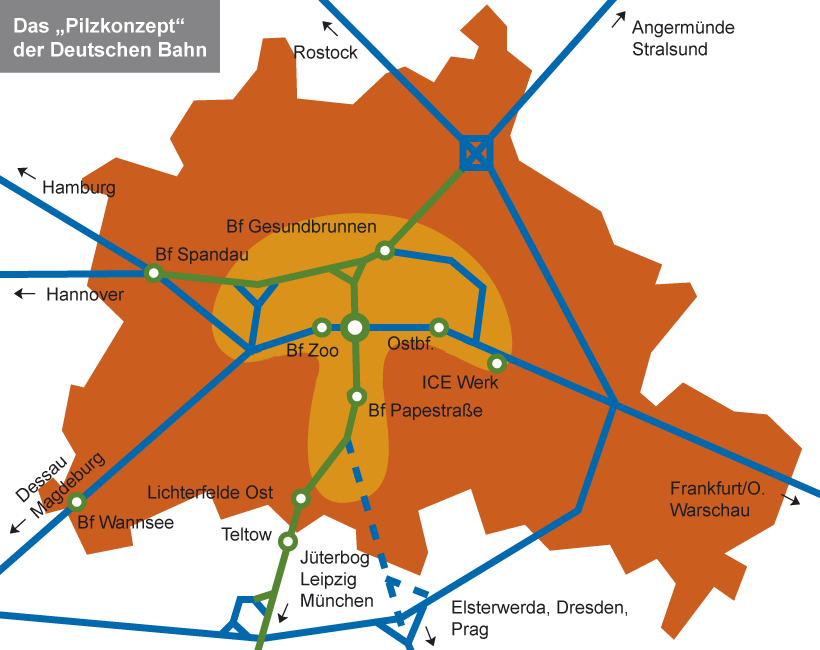
Pilzkonzept

Po 1945 r. koleje na terenie całego Berlina (także w późniejszym Berlinie Zachodnim) znalazły się pod zarządem radzieckim, a następnie wschodniej części Deutsche Reichsbahn. Ograniczenie połączeń między zachodnią częścią miasta a okolicą spowodowało w latach 1945–1952 zamknięcie, a następnie wyburzenie kilku dużych dworców:
- Lehrter Bahnhof (zburzony w latach 1957–1959, obecnie w jego miejscu Berlin Hauptbahnhof)
- Potsdamer Bahnhof (po wojnie nieodbudowany)
- Anhalter Bahnhof (zburzony w 1960, zachowany główny portal)
- Görlitzer Bahnhof(inne języki) (zburzony do 1976)
- Stettiner Bahnhof (od 1950 pod nazwą Nordbahnhof, do dziś zachowane fragmenty)
- dawny Nordbahnhof (obecnie Park Muru – Mauerpark)

Dworzec czołowy Berlin Hamburger Bahnhof został zamknięty już w 1884 r.
Od lat 50. ruch pociągów dalekobieżnych w centrum miasta został ograniczony do wiaduktowej kolei średnicowej (Stadtbahn). NRD zbudowała wokół Berlina Zachodniego zewnętrzną linię obwodową (Berliner Außenring), pozwalającą na jego ominięcie przez pociągi z zachodu i południa kraju. Dworzec Śląski we wschodniej części Berlina przemianowano na Ostbahnhof (Dworzec Wschodni), a później Hauptbahnhof i przejął on część połączeń dalekobieżnych. Większą część ruchu przejął położony dalej na wschód dworzec Berlin-Lichtenberg. Z kolei pociągi międzystrefowe i tranzytowe odjeżdżające z Berlina Zachodniego zatrzymywały się tam na Dworcu Zoo.

## Pilzkonzept
Po zjednoczeniu Niemiec podjęto ponownie plany reorganizacji ruchu kolejowego w Berlinie. Ruch pociągów pasażerskich odbywa się wedle opracowanej przez Deutsche Bahn tak zwanej koncepcji „grzyba” (Pilzkonzept).
Od maja 2006 pociągi kursują po północnej części wewnętrznej kolei obwodowej oraz Stadtbahn, które stanowią kapelusz grzyba. Nogę grzyba stanowi nowy tunel w kierunku północ-południe, łączący tereny dawnych Potsdamer Bahnhof i Lehrter Bahnhof. Miejsce, w którym kapelusz opiera się na nodze, stanowi nowy dworzec wieżowy Berlin Hauptbahnhof.

## Dworce dalekobieżne
Wymienione dworce obsługują zarówno pociągi dalekobieżne (ICE, IC), jak i regionalne (RB, RE) oraz S-Bahn.
- Berlin-Gesundbrunnen (otwarty 28 maja 2006)
- Berlin Hauptbahnhof (dawniej Berlin Hauptbahnhof-Lehrter Bahnhof, Berlin Lehrter Bahnhof, otwarty 28 maja 2006)
- Berlin-Lichtenberg (pociągi do Polski, nocne do krajów Europy Wschodniej i RB do paru miejscowości na północ od Berlina).
- Berlin Ostbahnhof
- Berlin-Spandau (połączenia w kierunku zachodnim)
- Berlin Südkreuz (dawniej Berlin Papestraße, otwarty 28 maja 2006)
- Berlin-Wannsee (niewielkie znaczenie ruchowe, połączenia w kierunku południowo-zachodnim)
- Berlin Zoologischer Garten (od 28 maja 2006 tylko pociągi dalekobieżne prywatnego przewoźnika Connex)
- Flughafen BER – Terminal 1-2 (poza granicami miasta)

## Dworce regionalne
- Berlin Ahrensfelde(inne języki)
- Berlin Alexanderplatz
- Berlin-Charlottenburg
- Berlin Friedrichstraße
- Berlin Hohenschönhausen(inne języki)
- Berlin Jungfernheide
- Berlin-Karlshorst(inne języki)
- Berlin-Lichterfelde Ost
- Berlin-Malchow
- Berlin Potsdamer Platz
- Berlin Schöneweide
- planowany:
  - Berlin Ostkreuz

## Stacje i przystanki kolejowe
- Berlin Adlershof
- Berlin Altglienicke
- Berlin Baumschulenweg
- Berlin Bellevue
- Berlin-Grunewald
- Berlin-Grünau
- Berlin Hackescher Markt
- Berlin Jannowitzbrücke
- Berlin Mexikoplatz
- Berlin Plänterwald
- Berlin Savignyplatz
- Berlin Schlachtensee
- Berlin Tiergarten
- Berlin Treptower Park
- Berlin Warschauer Straße
- Berlin Zehlendorf